# 弗雷德里克·迈尔

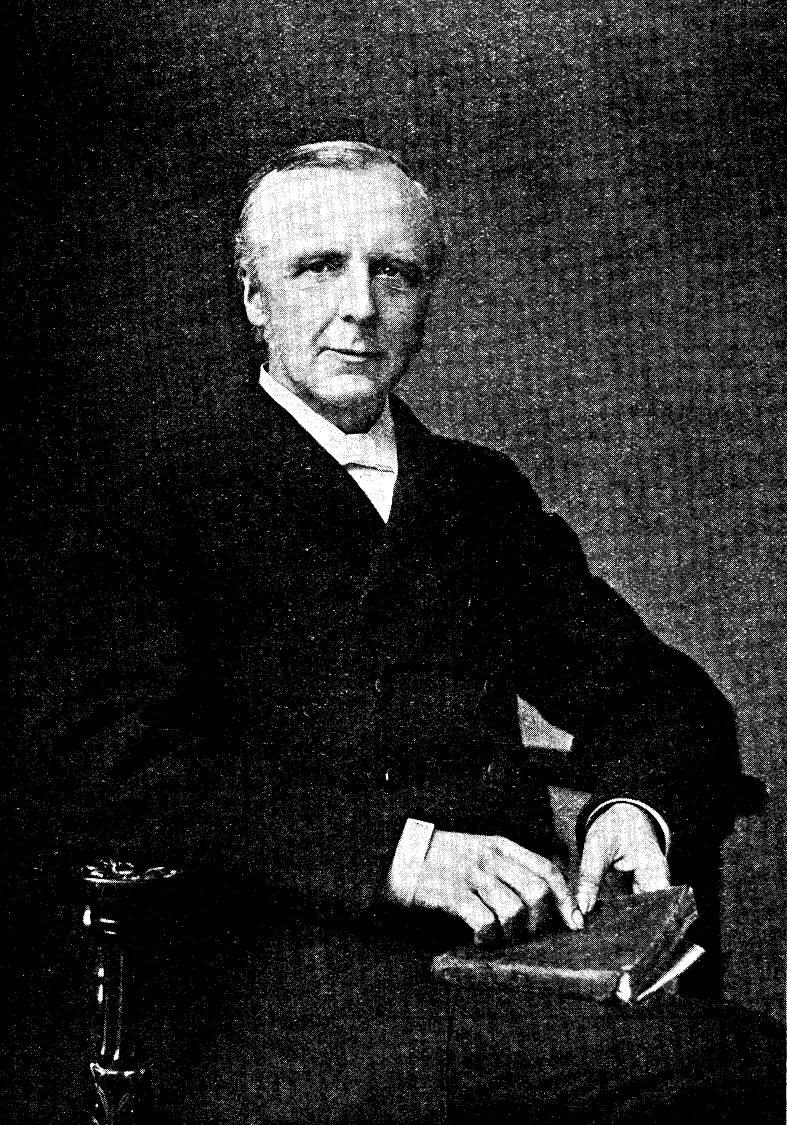
弗雷德里克·迈尔, 1899

弗雷德里克·迈尔（Frederick Brotherton Meyer，1847年4月8日—1929年3月28日）是英国浸信会的牧师和传教士。他是许多宗教书籍和文章的作者，其中许多著作今天仍在出版。他在一份讣告中被称为“自由教会的大主教”。
弗雷德里克·迈尔出生于伦敦。他就读于布莱顿学院，1869年毕业于伦敦大学。他摄政公园学院学习神学。
弗雷德里克·迈尔参加了更高生命运动，经常在开西大会讲道。他被称为不道德的讨伐者，鼓吹反对酗酒和卖淫。据说他造成数以百计的酒吧和妓院关门倒闭。
1870年代初，弗雷德里克·迈尔在纽约结识美国传教士德怀特·莱曼·穆迪，将其介绍给英国教会，后者也促成迈尔受邀数次访美布道。两位牧师成为一生的朋友。
弗雷德里克·迈尔写了超过75本著作，包括基督徒传记和圣经解释。1918年，迈尔和另外七位神职人员签署了伦敦宣言，宣称第二次降临即将来临。
1929年，他的插图传记出版，几年后又出了新版本。2007年出版了迈尔的新传记：鲍勃·霍尔曼教授的《弗雷德里克·迈尔:如果我有一百条生命》。